# Coprinellus aureogranulatus
Coprinellus aureogranulatus es una especie de hongo en la familia Psathyrellaceae. Fue descripto por primera vez en 1998 como Coprinus aureogranulatus por los micólogos C.B. Uljé y A. Aptroot in 1998, y posteriormente fue transferido al género Coprinellus en 2001.